# Heinrich Homann

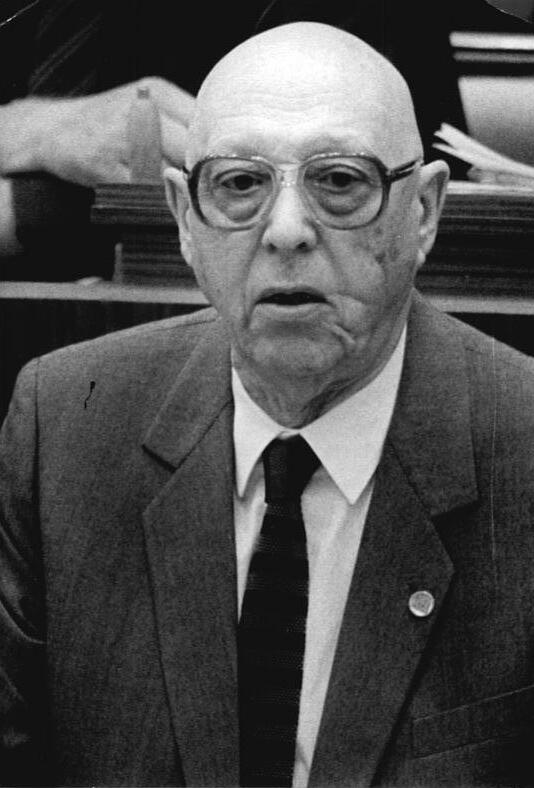
Homann in 1986

Heinrich Homann (Bremerhaven, 6 maart 1911 - Berlijn, 4 mei 1994) was een Oost-Duits politicus. 
Na zijn humaniora (Abitur) in 1929 studeerde hij zonder succes rechten in Tübingen, Jena, Göttingen en Hamburg.  Hij werd er lid van de studentenverenigingen Corps Thuringia Jena en Brunsviga Göttingen, wat de littekens (Schmißen) op zijn gezicht verklaart (dit zijn dus geen oorlogswonden, maar de sporen van studentikoze duels (Mensuur)).
Hij behaalde geen diploma en sloot zich in 1933 aan bij de NSDAP. In 1934 werd hij beroepssoldaat in de Wehrmacht. Homann vocht aan het oostfront maar werd in 1943 gevangengenomen door het Rode Leger. Als krijgsgevangene was hij een van de oprichters van het Nationalkomitees Freies Deutschlands, dat zich tegen de nazi's keerde.
in 1948 keerde Homann naar Duitsland terug en was sinds 1948 werkzaam voor de landsregering van de deelstaat Mecklenburg. In 1949 werd hij lid van de Oost-Duitse Nationaldemokratische Partei Deutschlands (NDPD), een van de partijen die de communistische SED steunde.
Vanaf 1949 was hij lid van de Volkskammer en van 1952 tot 1967 vicevoorzitter van de NDPD. Van 1972 tot zijn aftreden in 1989 was Homann voorzitter van de NDPD.
Van 1960 tot 1986 was hij voorzitter van de kamercommissie Nationale Verdediging en van 1960 tot 1989 vicevoorzitter van de Staatsraad van de DDR (dat wil zeggen vicepresident). Op 17 november 1989 werd hij uit de Staatsraad gezet en op 10 december 1989 zag hij zich genoodzaakt als voorzitter van de NDPD af te treden nadat onderzoek uitwees dat het partijbestuur onrechtmatig gebruikmaakte van de partijgelden.
Na de hereniging van Duitsland in 1989 zocht hij terug contact met zijn vroegere studentenverenigingen (corpsstudent blijft men immers voor het leven), maar Corps Thuringia Jena smeet hem in 1992 buiten en Corps Brunsviga Göttingen leidde een eeronderzoek in, waardoor hij zijn lint (Band - corpsstudenten "dragen kleur") zelf neerlegde, waarna hij als uitgetreden werd uitgeschreven.
- Gemeinsame Normdatei: 1080844244
- International Standard Name Identifier: 0000 0004 2527 5617
- Library of Congress Control Number: n87880820
- Virtual International Authority File: 306078116
- WorldCat: E39PBJjHcxQktvTPg8gh8RWv73